# Dazzy Vance
Clarence Arthur „Dazzy“ Vance (* 4. März 1891 in Orient, Iowa; † 16. Februar 1961 in Homosassa Springs, Florida) war ein US-amerikanischer Baseballspieler in der Major League Baseball (MLB) auf der Position des Pitchers.

## Biografie
Dazzy Vance war ein Musterbeispiel dafür, dass man im Baseball auch in älteren Jahren noch viel erreichen kann. Bis zu seinem 31. Lebensjahr war der Pitcher hauptsächlich in den Minor Leagues beschäftigt, mit kurzen Ausnahmen bei den Pittsburgh Pirates und den New York Yankees in den Jahren 1915 und 1918 abgesehen. In den 20er-Jahren war Vance dann der herausragende Strikeoutpitcher in der National League bei den Brooklyn Dodgers, einem Team, das selten um die Meisterschaft mitspielte. Seine überragende Saison hatte er 1924 mit 28 Siegen, 262 Strikeouts und einem ERA von 2.16. Er führte damit diese drei Statistiken an und gewann somit die Triple Crown im Pitching. Durch diese Leistungen gewann er den Titel des MVP in der National League vor Rogers Hornsby. Am 13. September 1925 wirft er einen No-Hitter gegen die Philadelphia Phillies. Einen Titel in der World Series konnte Vance im Alter von 43 Jahren 1934 mit den St. Louis Cardinals erringen, allerdings warf er dort nur noch 1 1/3 Innings. Nach seiner Rückkehr zu den Brooklyn Dodgers beendet er nach der Saison 1935 seine Karriere.
1955 wurde Dazzy Vance in die Baseball Hall of Fame gewählt.